# Nobby Stiles
Norbert “Nobby” Peter Stiles (Collyhurst, Mánchester, 18 de mayo de 1942-Mánchester, 30 de octubre de 2020) fue un futbolista inglés.
Stiles jugó con la selección nacional de Inglaterra durante cinco años, consiguiendo 28 internacionalidades y anotando un gol. Jugó cada minuto de la Copa Mundial de Fútbol de 1966 que Inglaterra ganó. Su mejor actuación con la camiseta de Inglaterra fue probablemente en las semifinales de aquel torneo, contra Portugal, cuando tuvo que defender al magnífico delantero luso Eusébio. Su gran defensa consiguió anular casi por completo la participación en el juego del portugués. Stiles rindió a un gran nivel también en la final, que Inglaterra ganó 4-2 a Alemania del Oeste. Su celebración del triunfo en aquel partido se ha convertido en uno de los hitos de la memoria colectiva del fútbol británico. Una imagen que representa la figura de Stiles bailando sobre el césped de Wembley, agarrando el trofeo de la Copa Mundial en una mano y sus dientes postizos en la otra.
Stiles jugó la mayoría de su carrera deportiva en el Manchester United, perteneciendo al club durante once temporadas, donde se convirtió en sinónimo de defensa aguerrido gracias a sus entradas a ras de césped y su eficacia por robar balones divididos. Con los Diablos Rojos ganó dos títulos de liga y una copa europea. Stiles forma parte, junto a Sir Bobby Charlton e Ian Callaghan, de un selecto club, el de ingleses que han ganado la Copa Mundial de Fútbol de la FIFA y el Copa de Campeones de Europa de la UEFA. Además del Manchester United, Stiles perteneció al Middlesbrough y al Preston North End.

## Juventud
Stiles creció en Collyhurst, formando parte de una familia de clase trabajadora de un barrio del norte de Mánchester. Ya desde pequeño Stiles fue un reconocido hincha del Manchester United. Este logró cumplir un sueño de niño al obtener una prueba con las categorías inferiores del United en septiembre de 1959.
Fue un futbolista poco convencional en muchos aspectos –era pequeño, en una época en la que los jóvenes eran rechazados por su escasa altura; llevaba prótesis dentales que removía antes del inicio de cada encuentro y que le concedían una imagen amenazante. A pesar de las historias que sostienen que Stiles perdió su dentadura durante el transcurso de un encuentro este siempre sostuvo que una descuidada higiene dental era la verdadera razón de la ausencia de sus dientes. Lució una prominente calva ya desde muy joven; sufría una severa miopía que le obligaba a llevar lentes de contacto durante los partidos y gafas fuera de los terrenos de juego.
Sin embargo, el mánager del Manchester United Matt Busby creyó desde el principio en el potencial de aquel desgarbado joven del norte de Mánchester. El debut de Stiles con el Manchester United se produjo en octubre de 1960 en encuentro contra el Bolton Wanderers.

## La vida en Old Trafford
Stiles era un jugador que no se complicaba la vida, que recurría siempre al paso como primera opción y que no tenía miedo a ir al choque, algo que le llevó a cambiar su posición en el terreno de juego, pasando de lateral a mediocampista defensivo. Un jugador de esos que no falta hoy en día en ningún equipo de fútbol pero que era considerado una rareza por aquel entonces. Stiles se desplegaba en el centro del campo con una única misión: abortar el peligro de los jugadores de creación del conjunto rival, algo que conseguía con éxito la mayoría de las veces. Su habilidad para recuperar el balón y mantener la posesión favoreció a compañeros suyos como Bobby Charlton y George Best, que encontraban más espacios para recibir balones y afrontar el área rival.
Dicho todo esto, Busby no tenía ningún problema para sacrificar a Stiles cuando era necesario. Un claro ejemplo fue la victoria 3-1 sobre el Leicester City en la final de la FA Cup en 1963 cuando Stiles no estuvo ni siquiera convocado. Aquella final fue un punto de inflexión para el de Mánchester, que comenzó a aparecer con cada vez más regularidad en el once y que contribuyó decisivamente al título de la First Division en 1965. Ese mismo año recibió la llamada de la selección.

## Un héroe inglés
Dado que Inglaterra ya estaba clasificada para la Copa del Mundo de 1966 por ser la organizadora, el mánager Alf Ramsey decidió utilizar los partidos amistosos como preparación para la competición. Así, de forma meticulosa fue estudiando y evaluando uno a uno todos los jugadores más sobresalientes del campeonato para ver quiénes podrían tener hueco en su convocatoria. El único jugador seguro para el mediocampo era Bobby Charlton, con lo que Ramsey necesitaba encontrar dos futbolistas más para complementar al atacante del Manchester United, uno de ellos debía ser el destructor de juego. Stiles fue probado para ese rol en el empate 2-2 contra Escocia jugado en Wembley el 10 de abril de 1965. Este consiguió mantener su plaza en el once en ocho de los nueve partidos que siguieron a continuación anotando su único gol con la selección en una victoria contra Alemania Occidental. Para cuando Alf Ramsey fue a anunciar públicamente la lista de convocados todo el mundo sabía ya que Nobby Stiles era un valor seguro.
Stiles consiguió su decimoquinta internacionalidad con el debut de Inglaterra en la competición, un empate sin goles contra Uruguay. Este mantuvo su posición por delante de la defensa de cuatro en todos y cada uno de los partidos de Inglaterra en este, su mundial. Con un Stiles que lo jugaba todo Inglaterra progresó más allá de la fase de grupos con victorias sobre México y Francia para luego avanzar no sin muchos problemas luego de enfrentarse a una violenta y rocosa Argentina en cuartos de final.
Las semifinales de aquel mundial serán recordadas por el maravilloso nivel demostrado por Stiles en su tarea de frenar al talentoso y desequilibrante futbolista portugués Eusébio. La gran labor del mediocampista ofensivo inglés hizo que Eusebio fuera anulado casi por completo durante los 90 minutos de un partido que finalizó 2-1. Los puristas se criticaron la falta de belleza en el juego de Inglaterra mientras que otros más pragmáticos alabaron la labor de Stiles. La mayor contribución de Eusébio al juego fue forzar un penalty en las postrimerías el encuentro que no pusieron para nada en entredicho el resultado final.
Stiles alcanzaba su partido número 20 con Inglaterra durante el enfrentamiento en la final contra Alemania Occidental, un encuentro que comenzó sin tener un rival fijo en la marca. Inglaterra empezó perdiendo, pero consiguió dar la vuelta al marcador. Alemania logró empatar y fue entonces cuando llegó el polémico gol concedido a Geoff Hurst, que completó un magnífico encuentro (triplete incluido) dando la victoria a Inglaterra en el tiempo extra. Con el pitido final, un desatado Nobby Stiles se lanzó espontáneamente a bailar con la copa del mundo en una mano y sus dientes postizos en otra. Treinta años después esta misma escena fue recordada y recogida en la letra de la canción Three Lions de Frank Skinner y David Baddiel.

## Gloria Europea
Stiles jugó en los siguientes cuatro partidos internacionales pero la crítica consideró pobre su actuación en la derrota frente a Escocia en 1967 y ello le costó salir del equipo. Pese a todo su suerte no cambió y se consiguió su segundo título de liga aquel mismo año.
El Manchester United se clasificó para la final de la Copa de Europa de 1968, que debía jugarse en Wembley y que iba a enfrentar a Nobby Stiles junto a su Némesis, el portugués Eusébio. Stiles realizó bastante bien su trabajo, si bien esta vez Eusébio logró escaparse del inglés más a menudo. Con el marcador 1-1 la estrella del Benfica se colocó solo delante del portero Alex Stepney y cuando todo parecía indicar que iba a poner a su equipo por delante, su disparo acabó estrellándose contra el estómago del guardameta. El resultado final del encuentro fue 4-1 para los Diablos Rojos que conquistaron la Copa de Europa.
Stiles fue convocado para formar parte del equipo inglés que participaría en el Campeonato de Europa de selecciones de 1968 aunque eso sí la posición de mediocampista defensivo la tenía adjudicada el jugador del Tottenham Hotspurs Alan Mullery. Inglaterra fue eliminada en semifinales por Yugoslavia en un partido que será recordado por la expulsión de Mullery, que se convirtió en el primer jugador inglés expulsado en la historia de las competiciones. Stiles salió de inicio en el partido del tercer y cuarto puesto del Europeo, pero ya estaba claro que a pesar de su desafortunada actuación Mullery se había ganado los favores del técnico Ramsey.

## Ocaso de su carrera
Entre 1969 y 1970 Stiles jugó tres partidos con su selección (1 en 1969 y 2 en 1970). Ramsey volvió a convocar a Stiles para una gran competición, la Copa del Mundo de México 1970, pero como sustituto de Mullery. El jugador del Manchester United no sólo no jugó un minuto en toda la competición, además no volvió a ser convocado con Inglaterra nunca más. Finalizó su carrera con 28 internacionalidades –a la postre el futbolista con menos internacionalidades de todos aquellos campeones en 1966- y un gol marcado.

## Carrera como entrenador
Después de 392 partidos y 19 goles el Manchester United vendió a Stiles al Middlesbrough en 1971 por la suma de £20,000. Dos años más tarde Stiles se convirtió en entrenador- jugador en el Preston North End cuando Bobby Charlton era mánager. La leyenda del Manchester United dimitió como protesta por la venta de un jugador al Newcastle. Stiles se marchó una semana después como apoyo a Charlton.  Sin embargo Stiles regresaría al Preston North End para ejercer como mánager entre 1977 y 1981.
Stiles siguió el camino de muchas estrellas europeas en el ocaso de sus carreras que decidieron ofrecer sus últimos años de fútbol al público americano, ya fuera jugando o en los banquillos. Así Stiles se convirtió en entrenador del Vancouver Whitecaps de Canadá con los que se mantuvo tres años.
El 29 de septiembre de 1985 Stiles tomó las riendas del West Bromwich Albion; no obstante fue despedido en febrero después de que su equipo consiguiera sólo tres victorias durante su etapa como técnico. Más adelante revelaría haber sufrido depresión al encontrar difícil compatibilizar su vida como técnico con la relación familiar dado que debía viajar desde Birmingham hasta Mánchester a diario.
Entre 1989 y 1993 trabajó para el Manchester United como técnico de las categorías inferiores, descubriendo y haciendo mejores a talentosos futbolistas como David Beckham, Ryan Giggs, Paul Scholes, Nicky Butt y los hermanos Neville, Gary y Phil.

## Condecoraciones
En el año 2000 Stiles recibió la condecoración de Miembro de la Orden del Imperio Británico (MBE) después de una campaña mediática que no entendía como cinco de los componentes de la selección inglesa victoriosa en 1966 no había recibido tal honor aún. Alan Ball, Roger Hunt, Ray Wilson y George Cohen se unieron a Nobby Stiles para recibir este título de la realeza británica.
Stiles publicó en 2003 su autobiografía ‘A por el balón’.
Su hijo John Stiles jugó en el conjunto irlandés del Shamrock Rovers en la década de los ochenta.
Stiles fue elegido para entrar en el Salón de la Fama del fútbol inglés en el año 2007.

## Goles internacionales
| Gol | Fecha                 | Estadio                  | Oponente | Marcador | Resultado | Competición |
| --- | --------------------- | ------------------------ | -------- | -------- | --------- | ----------- |
| 1   | 23 de febrero de 1966 | Wembley Stadium, Londres | Alemania | 1–0      | Victoria  | Amistoso    |

## Títulos

### Club
Manchester United
- Football League First Division: 1964–65, 1966–67
- FA Cup: 1962–63
- FA Charity Shield: 1965 (compartida), 1967
- Copa de Campeones de Europa: 1967–68

### Selección
- Copa Mundial de Fútbol: 1966

## Venta de sus medallas
Las medallas de campeón de la Copa del Mundo y del Campeonato de Europa conseguidas por Stiles fueron compradas por el Manchester United for en pública subasta al precio de £200,000 en octubre de 2010. Stiles, que pasaba por una complicada situación económica, se vio obligado a vender las medallas para sacar algo de dinero para su familia.

## Vida personal
Stiles estaba casado con su mujer Kay, de su misma edad, desde el 1961 hasta su fallecimiento. Kay es hermana de Johnny Giles quien los presentó cuando ambos eran compañeros en el Manchester United. Stiles y su mujer vivieron en Mánchester y tienen tres hijos.

### Fallecimiento
Falleció el 30 de octubre de 2020 a los 78 años de edad al no poder superar un cáncer de próstata y la demencia avanzada que padecía hace años.

## Campeonatos mundiales
- Copa Mundial de Fútbol de 1966 (Campeón)